# 히로타촌 (에히메현)
히로타촌(広田村)은 에히메현 주요지방, 시모우케나군·이요군에 있던 촌이다. 복부에 위치했던 도베정과 합병해 새로운 도베정의 일부가 되었다.

## 지리
마쓰야마시에서 남쪽으로 약 30km 국도 33호와 국도 379호를 내려온 산간부. 다마타니강 양안에 약간의 평지가 뚫려 있다. 중심이 되는 거리는 소쓰이며, 여기에 면사무소, 중학교도 있다. (동사무소는 합병과 함께 지소가 되었다.)
동서 약 7km, 남북 7km의 작은 마을이기도 했다.

## 역사
- 1895년 12월 15일 - 정촌제 시행에 의해 시모우게나군 구리타촌이 성립하였다.
- 1897년 4월 - 히로타촌 관할권이 이요군으로 변경되었다.
- 1929년 3월 - 구리타촌 구역을 나카야마정 (현: 이요시)에 편입하였다.
- 1963년 1월 - 폭설(통칭 '38 폭설'), 적설량 2~3m에 달해 산림 피해 심대
- 1964년 12월 - 일본 광업에 의해 히로타 광산 재광되었다.
- 1970년 9월 - 히로타 광산이 폐광되었다.
- 1973년 1월 - 유선방송 시작
- 1974년 3월 - 히로타 바이패스 완성
- 1975년 3월 - 주요 지방도 도베 · 우치코 선, 국도 379호로 승격
- 1976년 10월 - 국도 아게오도 제2제3항도 개통
- 1985년 9월 - 제3섹터 히로타촌 산업개발공사 설립
- 1986년 3월 - 히로타 야키 개발 센터 완성, 히로타 야키 시작
- 1986년 7월 - 중의원 의원 선거구 변경에 의해 '3구'로 편입됨(이요시 이요군의 다른 정촌과 함께)
- 1986년 8월 - 국도 379호 소쓰 바이패스 완성
- 1992년 9월 - 농림작업 도급회사 '그린키퍼' 설립
- 2005년 1월 1일 - 도베정과 대등합병해 새롭게 도베정이 되었다.

## 행정
- 와타나베 케이세이(渡辺景成) 메이지 23년 1월, 초대
- 가와치 마사노리(河内正憲) 메이지 17년 1월
- 가와치 마사유키(河内正行) 메이지 31년 1월
- 이토오 히데노리 (伊藤秀徳) 메이지 32년 8월
- 요코야마 마사노부(横山正信) 메이지 33년 12월
- 와타나베 세이주(渡辺聖寿) 메이지 41년 10월
- 사사키시게 하루로(佐々木茂治郎) 다이쇼 9년 6월
- 우쓰노미야 토라노스케(宇都宮寅之助) 다이쇼 15년 3월
- 마사오카 이치치조(正岡一七造) 쇼와 4년 9월
- 고이즈미 키요노부(小泉清信) 1975년 9월
- 나카무라 겐키치(中村源吉) 쇼와 10년 1월
- 마사오카 이치치조(正岡一七造) 1955년 8월 (재)
- 사사키 테루시게(佐々木輝茂) 쇼와 15년 8월
- 나카무라 겐키치(中村源吉) 쇼와 16년 1월
- 우쓰노미야 토라노스케(宇都宮寅之助) 1954년 3월
- 야스카와 요시미치(安川寧通) 쇼와 21년 1월
- 후나다 죠이치(船田常一) 1945년 4월
- 미요시 키요시(三好清) 쇼와 26년 2월
- 호리카와 시게오(堀川繁男) 쇼와 30년 4월
- 미요시키요시(三好清) 쇼와 42년 4월
- 무라카미 이와오(村上岩雄) 1975년 4월
- 미요시코오지(三好晃二) 1991년 4월
- 히다 사다유키(肥田禎之) 1995년 4월
- 미요시 코지(三好晃二) 1999년 4월 마지막 촌장

헤세의 시정촌 합병 이요군 내에서도 도베정 이외의 정촌과는 도로사정 관계로 직접 왕래하기 어렵다는 점에서 도베정과의 합병은 기정 노선이라고도 할 수 있었다. 도베정이 또 다른 시나 촌이 합병하는 경우에도 여간한 일이 없는한 행동을 같이 하는 것이 순당한 선택이라 할 수 있었다. 결국은 도베정도 마찬가지로 도로사정이 좋지못해 1정 1촌의 합병이 되었다.

## 교통

### 도로
- 국도 379호선